# Falsomesosella ochreomarmorata
Falsomesosella ochreomarmorata es una especie de escarabajo longicornio del género Falsomesosella, tribu Mesosini, subfamilia Lamiinae. Fue descrita científicamente por Breuning en 1968.

## Descripción
Mide 6-10 milímetros de longitud.

## Distribución
Se distribuye por Laos.